# Neobisium abeillei
Neobisium abeillei es una especie de arácnido  del orden Pseudoscorpionida de la familia Neobisiidae.

## Distribución geográfica
Se encuentra en Francia y España.